# José Ignacio Álvarez
José Ignacio Álvarez, vollständiger Name José Ignacio Álvarez Medero, (* 27. Dezember 1994 in Montevideo) ist ein uruguayischer Fußballspieler.

## Karriere
Mittelfeld- bzw. Offensivakteur Álvarez absolvierte in der Spielzeit 2013/14 14 Spiele in der Segunda División für den Club Atlético Atenas und erzielte vier Tore. Am Saisonende stieg sein Verein in die höchste uruguayische Spielklasse auf. In der Saison 2014/15 wurde er achtmal (ein Tor) in der Primera División eingesetzt, konnte mit dem Verein den unmittelbaren Wiederabstieg aber nicht verhindern. Während der Zweitligaspielzeit 2015/16 bestritt er 18 Ligaspiele (zwei Tore). Es folgten zwölf weitere Ligaeinsätze (ein Tor) in der Saison 2016. Im Januar 2017 wechselte er zu Plaza Colonia. Bislang (Stand: 10. August 2017) lief er dort in der Saison 2017 in zwölf Erstligaspielen (kein Tor) auf.